# Ehretia pingbianensis
Ehretia pingbianensis är en strävbladig växtart som beskrevs av Y. L. Liu. Ehretia pingbianensis ingår i släktet Ehretia och familjen strävbladiga växter. Inga underarter finns listade i Catalogue of Life.